# Nagrada Agatha
Nagrada Agatha je literarna nagrada koja se dodjeljuje piscima kriminalističkih romana.
Ime je dobila po Agathi Christie, najprodavanijoj autorici kriminalističkih romana u svijetu. Nagradu dijeli Malice Domestics Ltd u pet kategorija: 
- Najbolji roman,
- Najbolji prvi krimić,
- Najbolja kratka priča,
- Najbolja ne-fikcija,
- Najbolji dječji/za mladež krimić.